# Villagers of Ioannina City
Villagers of Ioannina City est un groupe grec de folk rock formé en 2007 et originaire d'Ioánnina. Le groupe joue un stoner rock inspiré de musiques traditionnelles de l'Épire et marqué par l'utilisation d'instruments tels que la clarinette, le kaval ou la cornemuse.

## Historique
Villagers of Ioannina City se forme en 2007 à Ioánnina, en Grèce. Il est constitué par un groupe d'amis jouant ensemble de la musique depuis l'enfance. À leurs débuts, le groupe expérimente le heavy metal avec une formation autour de la guitare, la basse et la batterie avant d'explorer la folk grec. 
En 2014, le groupe publie un premier album studio, Riza, chanté majoritairement en grec. En 2019, le groupe sort un deuxième album studio, intitulé Age of Aquarius et chanté en anglais.

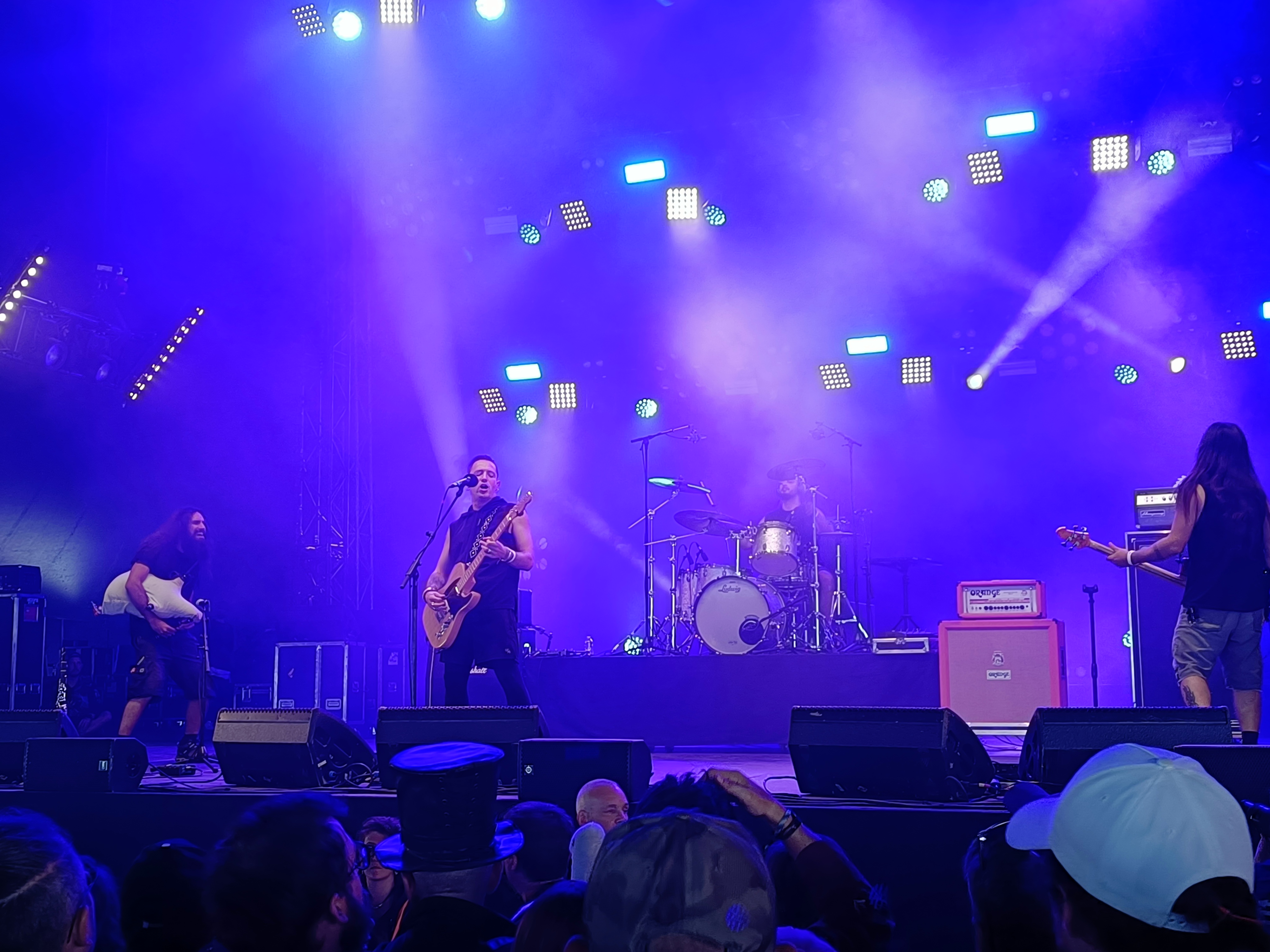
Villagers of Ioannina City pendant le Motocultor Festival en 2024

En 2023, le groupe publie auprès de Napalm Records leur premier album live, enregistré lors d'un concert à Athènes en 2020.

## Membres

### Membres actuels
- Alex Karametis : guitare, chant
- Akis Zois : basse
- Aris Giannopoulos : batterie
- Konstantis Pistiolis : clarinette, kaval
- Konstantionos Lazos : cornemuse

## Discographie

### EPs
- 2014 : Zvara / Karakolia